# Nyakigi
Nyakigi är ett periodiskt vattendrag i Burundi.   Det ligger i provinsen Gitega, i den centrala delen av landet, 60 km öster om huvudstaden Bujumbura.
Omgivningarna runt Nyakigi är huvudsakligen savann. Runt Nyakigi är det tätbefolkat, med 343 invånare per kvadratkilometer.